# حرض (جبلة)

تعديل مصدري - تعديل

حرض محلة تابعة لقرية مشرب الحائرة، التابعة لعزلة الشهلي بمديرية جبلة إحدى مديريات محافظة إب في الجمهورية اليمنية، بلغ تعداد سكانها 395 حسب تعداد اليمن لعام 2004.